# Hans Hüttig
Hans Hüttig (Dresden, 5 april 1894 - Wachenheim an der Weinstraße, 23 februari 1980) was een Duitse SS-Sturmbannführer (majoor) en kampcommandant van het concentratiekamp Natzweiler-Struthof en Kamp Vught.

## Jonge jaren
Hans Hüttig, streng en protestants opgevoed, was de oudste zoon van een timmerman en bracht zijn jeugd door in Dresden. Na het voltooien van zijn schoolplicht bezocht hij een militaire school in Zuid-Duitsland. Hierna werkte hij in de fotowinkel van zijn vader, die net begonnen was met deze winkel. Vanaf maart 1914 werkte hij als vertegenwoordiger van een bedrijf in import en export in de kolonie Duits-Oost-Afrika.
Na het uitbreken van de Eerste Wereldoorlog meldde Hüttig zich als vrijwilliger bij het Korps van Duits-Oost-Afrika; hij deed hier een opleiding tot sergeant. Nadat hij in december 1917 zwaargewond was geraakt kwam hij in een militair ziekenhuis terecht, dat kort daarna werd overgenomen door het Britse leger. Na 3 jaar krijgsgevangenschap keerde hij in 1920 terug naar Dresden en werkte in diverse bedrijven. Hij trouwde in 1921 en scheidde in 1930. Uit dit huwelijk had hij 2 kinderen. Hüttig ging in 1924 opnieuw in een fotowinkel werken, maar moest door de wereldwijde economische crisis van 1930 daarvan afzien.
In 1932 trad hij als vrijwilliger toe bij de SS en de NSDAP.

## In de concentratiekampen
In 1933 werd hij overgeplaatst naar de SS-divisie Totenkopf. Van daaruit ging hij werken in Sachsenhausen als bewaker. In 1935 had hij zijn opleiding in Dachau voltooid en in 1937 werd hij pelotonscommandant in concentratiekamp Lichtenburg. In 1938 werd hij adjudant van de voormalige kampcommandant Karl Otto Koch in het concentratiekamp Buchenwald en in 1939 werd hij adjudant van de kampcommandant in Flossenbürg.
In 1940 werkte hij als SS-Obersturmführer opnieuw in Sachsenhausen. In 1941 werd hij kampcommandant van het concentratiekamp Natzweiler-Struthof. In het voorjaar van 1942 werd hij overgeplaatst naar de Höhere SS- und Polizeiführer (Hogere SS- en politieleider, HSSPF) in Noorwegen. Hij diende daar als commandant van de bewakers van de politiegevangenis Grini.
In 1944 werd hij kampcommandant van Kamp Vught, waar hij commandant was tot de evacuatie van het kamp in september 1944.

## Na de oorlog
Na de oorlog werd hij door een Franse rechter veroordeeld tot de doodstraf. De doodstraf werd niet voltrokken. Hij kwam in 1956 vrij en leidde verder een onopvallend leven in Duitsland.

## Militaire loopbaan
- Feldwebel
- SS-Untersturmführer: 30 januari 1937[2]
- SS-Obersturmführer: 12 september 1937[2]
- SS-Hauptsturmführer: 11 september 1938[2]
- SS-Sturmbannführer: 30 januari 1942[3][2]

## Lidmaatschapsnummers
- NSDAP-nr.: 1 127 620[3]
- SS-nr.: 127 673[3]

## Decoraties
- Ehrendegen des Reichsführers-SS[3]
- SS-Ehrenring[3]
- IJzeren Kruis 2e klasse[3]
- Gewondeninsigne in zwart[3]
- Erekruis voor de Wereldoorlog[3]